# 신상호 (프로게이머)
신상호(1990년 2월 9일~ )는 대한민국의 전직 스타크래프트, 스타크래프트 II 프로게이머이다. Swagger라는 아이디를 사용하며, 종족은 프로토스이다. Killer라는 아이디를 사용한 적이 있다. 은퇴 전까지 MVP 주장으로서 정신적 지주 역할을 하며 코칭스태프 및 선수들에게 박수를 받으며 은퇴를 선언했다

## 개요

### 스타크래프트
2006년 상반기 드래프트에서 이네이쳐 탑(이스트로)의 1차 지명으로 입단하였다. 그는 100명의 준프로 선수들 중에 가장 먼저 1순위로 프로구단에서 지명 한 선수여서 이슈가 주목됐다.

#### 현피토스의 유래
현피토스란 별명은 2007년 12월 22일, 곰TV MSL 시즌 4 조지명식에서 유래됐다. 당시 염보성이 신상호를 지목하면서 "신상호 선수의 눈빛을 보면 우승을 한 번 하신 분 같다. 나쁜 뜻으로 한 말이고 발차기 하는 모습을 보고 태권도 선수 같았다" 라고 말하자 신상호는 "우승자 같은 눈빛이라고 해주셔서 기분은 괜찮은데 내가 좋아하는 발차기를 하는 모습을 보고 운동 선수 같다고 하면 곤란하다" 라며 "한 대 맞아보실래요?"라며 응수하자 염보성이 "악의는 없었고 이렇게 진지하게 받아들일 줄 몰랐다" 라며 사과했다.
이에 네티즌들은 염보성을 조롱하면서 이 발언을 한 신상호를 비난했다. 동시에 네티즌들은 신상호에게 ' 현피토스 '라는 별명을 붙였다.
폭룡토스의 유래
폭룡토스란 프로리그 0910 시즌 때 6룡인 프로토스 선수들을 포함해 그 시즌 가장 승률이 좋은 선수였다. 그래서 네티즌 사이에서 6룡들 보다 더 높기 평가해서 폭룡이라는 별명을 지어줬다. 프로리그 승률 83% , 스타리그 , MSL 전부 진출해 0910 시즌 전체 승률 1위를 당당히 차지한 프로토스였다. 말그대로 경기스타일이 폭력적이고 거침없는 남자다움을 표현해 "폭룡토스"라는 별명을 붙였다.

## 스타크래프트 II
신상호는 2010년 스타크래프트 1 프로게이머를 은퇴하고 TSL팀에서 스타크래프트 II 게이머로 활동중이다. 2011년 11월 28일, TSL과 결별하고 무소속으로 활동중이었다. 2012년 2월 부로 미국의 게임단 컴플렉시티 게이밍에 입단하였다. 해외팀과 1년의 계약을 마치고 계약기간 MVP 국내게임단에 재입단하였다.
2014년 7월 31일 MVP와의 결별을 공식 발표했다. 마지막까지 MVP 주장으로 정신적 지주 역할을 하며 코칭스태프 및 선수들에게 박수를 받으며 은퇴를 선언했다.

## 수상 경력

### 스타크래프트
- 2004년 메가웹스테이션 우승
- 2006년 2월 제19회 커리지매치 입상
- 2007년 8월 2007 서울 국제 e스포츠 페스티벌 스타크래프트 256강전 4강
- 2007년 9월 곰TV MSL 시즌3 32강
- 2008년 1월 곰TV MSL 시즌4 32강
- 2008년 8월 인크루트 스타리그 2008 16강
- 2010년 9월 프로리그 다승,승률 부분 1위 ( MVP 수상 )

### 스타크래프트 II
- 2010년 G-Star 2010 스타크래프트 II 올스타전 4강
- 2010년 소니 에릭슨 스타크래프트 II OPEN Season 2 4강
- 2011년 소니 에릭슨 글로벌 스타크래프트 II 리그 Jan. Code A 4강
- 2011년 인텔 글로벌 스타크래프트 II 리그 Mar. Code A 8강
- 2011년 LG 시네마 3D, 인텔코리아 글로벌 스타크래프트 II 리그 May Code S 8강
- 2011년 LG 시네마 3D, 인텔코리아 슈퍼 토너먼트 64강
- 2011년 PEPSI 글로벌 스타크래프트 II 리그 July Code S 8강
- 2011년 PEPSI 글로벌 스타크래프트 II 리그 Aug. Code S 8강
- 2011년 소니 에릭슨 글로벌 스타크래프트 II 리그 Oct. Code S 16강
- 2011년 소니 에릭슨 글로벌 스타크래프트 II 리그 Nov. Code S 16강
- 2012년 핫식스 2012 글로벌 스타크래프트 II 리그 시즌 1 Code A 24강
- 2012년 핫식스 2012 글로벌 스타크래프트 II 리그 시즌 2 Code A 4강
- 2012년 무슈제이 2012 글로벌 스타크래프트 II 리그 시즌 3 Code A 8강
- 2012년 핫식스 2012 글로벌 스타크래프트 II 리그 시즌 4 Code A 16강
- 2013년 핫식스 2013 글로벌 스타크래프트 II 리그 시즌 1 Code A 32강
- 2013년 2013 WCS Korea Season 1 챌린저리그 우승
- 2013년 2013 WCS 코리아 시즌 2 챌린저리그 4강
- 2013년 2013 WCS 코리아 시즌 3 조군샵 글로벌 스타크래프트 II 리그 8강
- 2013년 2013 WCS 코리아 시즌 3 챌린저리그 16강
- 2012년 11월 라스베가스 IPL 우승
- 2014년 3월 올란도 MLG 우승
- 2015년 5월 독일 NASL 우승

## 합기도
중학교 3학년부터 고등학교 2학년까지 합기도를 배웠고, 2005년 제 15회 전국 합기도선수권 대회에서 금메달까지 딴 실력파다.